# Pikkusaari, Salo
Pikkusaari är en ö i Finland. Den ligger i Skärgårdshavet och i kommunen Salo i den ekonomiska regionen  Salo i landskapet Egentliga Finland, i den sydvästra delen av landet. Ön ligger omkring 41 kilometer öster om Åbo och omkring 110 kilometer väster om Helsingfors.
Öns area är 2,1 hektar och dess största längd är 180 meter i nord-sydlig riktning. Pikkusaari ligger i Halikkoviken. Ön ligger bredvid Luotsisaari och Angelansaari. Det finns en sommarstuga på ön. Pikkusaari har varit del av Angelniemi kommun och sedan Halikko kommun innan ön blev del av Salo.